# Teatr Laboratorium

Thanatos polski – pamięci przyjaciół z Teatru Laboratorium Jerzego Grotowskiego. Kuligów nad Bugiem, zima 1984, proj. Krzysztof Bednarski

Teatr Laboratorium – zespół teatralny założony przez Jerzego Grotowskiego i Ludwika Flaszena.
Określenie to jest często używane jako ogólna nazwa zespołu teatralnego pod kierunkiem Jerzego Grotowskiego, który na przestrzeni lat wielokrotnie zmieniał swoje nazwy. W roku 1962 słowo „laboratorium” zostało oficjalnie dodane do nazwy prowadzonego przez Grotowskiego w Opolu od 1959 roku Teatru 13 Rzędów. W 1965 roku zespół Grotowskiego przeniósł się do Wrocławia, gdzie działał do samorozwiązania w roku 1984.
Inspiracją artystyczną Teatru Laboratorium był m.in. teatr „Reduta”, kierowany przez Juliusza Osterwę i Mieczysława Limanowskiego.
Program artystyczny teatru określały prace inscenizacyjne Grotowskiego i Flaszena, kierownika literackiego. Od 1966 roku Teatr Laboratorium występował w wielu krajach Europy, Libanie, Australii, USA, Meksyku i w Iranie. Od 1971 roku prowadzone były przedsięwzięcia parateatralne i Teatr Źródeł. W 1981 roku odbył się ostatni spektakl teatralny Thanatos polski. Inkantacje.
Aktorem wywodzącym się z tego teatru był Ryszard Cieślak.

## Historia

### Początki Laboratorium – lata 60.
Pojawienie się terminu „laboratorium” w pracy Teatru 13 Rzędów związane było z przyjęciem przełomowych metod pracy aktorskiej, przesuwającej akcenty z przygotowań do konkretnych roli w stronę pogłębionych treningów psychologicznych. Pierwszym spektaklem zrealizowanym przez Grotowskiego i jego zespół po tym zwrocie było Akropolis (1962).
W styczniu 1965 roku Teatr Grotowskiego przeniósł się z Opola do Wrocławia (zmieniając nazwę statutową na Instytut Badań Metody Aktorskiej – Teatr Laboratorium), gdzie powstały spektakle Książę Niezłomny (1965) i Apocalypsis cum figuris (1969). W tym okresie Grotowski rozwijał ideę „teatru ubogiego” (zamanifestowaną w wydanej w 1965 roku książce Towards the Poor Theatre, wyd. polskie Ku teatrowi ubogiemu, Wrocław 2007), którego najważniejszym założeniem było porzucenie formalnych „ozdobników” i uczynienie teatru doświadczeniem, w centrum którego znajduje się człowiek – aktor i jego relacja z widzem. Za ostateczną realizację idei teatru ubogiego uznaje się Apocalypsis cum figuris, które jednocześnie zamknęło „przedstawieniowy” etap twórczości Grotowskiego.

### Dalsza działalność – lata 70.
Po zrealizowaniu Apocalypsis, Grotowski wraz ze swoim zespołem odszedł od konwencjonalnej działalności teatralnej i przygotowywania kolejnych spektakli na rzecz intensywnych poszukiwań performatywno-antropologicznych. W pierwszej połowie lat 70. członkowie Teatru Laboratorium rozwijali projekt nazwany parateatrem, dążący do „wyjścia z teatru” i w tym celu wykorzystujący metodę czynnych badań oraz warsztatów. Wraz z rozpoczęciem etapu znanego jako Teatr Źródeł działalność Teatru Laboratorium i samego Grotowskiego stały się wyraźnie nietożsame. Przedsięwzięcia parateatralne i Teatr Źródeł były realizowane przede wszystkim w Brzezince koło Oleśnicy, leśnej siedzibie Teatru Laboratorium.
Z biegiem lat działania Teatru Laboratorium stawały się coraz bardziej zindywidualizowane w ramach projektów poszczególnych członków, a sam Teatr służył jako instytucjonalne oparcie dla tych działań. Znalazło to odbicie także w zmianach personalnych – w 1978 roku zastępcą dyrektora został Zbigniew Cynkutis, a od 1980 roku kierownictwo Laboratorium przejął oficjalnie Ludwik Flaszen.
Teatr Laboratorium uległ samorozwiązaniu w 1984 roku. Proces ten rozpoczął się w 1982 roku, kiedy to Jerzy Grotowski wystosował do członków Teatru list, w którym informował o kontynuowaniu swojej działalności poza Polską i postulował zakończenie działalności związanej z jego nazwiskiem w kraju. Po długich debatach głosami większości członków przyjęto decyzję o rozwiązaniu Teatru Laboratorium z dniem 31 sierpnia 1984 roku. Działalność zespołu kontynuowało Drugie Studio Wrocławskie pod dyrekcją Zbigniewa Cynkutisa, który nie poparł decyzji o rozwiązaniu Laboratorium.
Po śmierci Cynkutisa i zakończeniu działalności Drugiego Studia w siedzibie Teatru Laboratorium we Wrocławiu powołano do życia Ośrodek Badań Twórczości Jerzego Grotowskiego i Poszukiwań Teatralno-Kulturowych, który dziś funkcjonuje pod nazwą Instytut im. Jerzego Grotowskiego.

## Nazwa
Zespół teatralny Jerzego Grotowskiego funkcjonował kolejno pod nazwami:
- Teatr 13 Rzędów, 13 maja 1958 – 28 lutego 1962, Opole
- Teatr Laboratorium 13 Rzędów, 1 marca 1962 – 1 stycznia 1965, Opole
- Teatr Laboratorium 13 Rzędów – Instytut Badań Metody Aktorskiej, 2 stycznia 1965 – 31 grudnia 1969, Wrocław
- Teatr Laboratorium 13 Rzędów – Instytut Aktora, 1 stycznia 1970 – 31 grudnia 1984, Wrocław
- Instytut Laboratorium, lata 70., Wrocław (nazwa nieoficjalna)[12]

## Zespół
Teatr Laboratorium słynął z wymagającego treningu aktorskiego oraz nieustannych poszukiwań w dziedzinie form ekspresji i interpretacji. Trzon zespołu stanowili aktorzy, występujący w najważniejszych spektaklach Grotowskiego i najmocniej kojarzeni z działalnością Laboratorium, wśród których wymienić należy: Andrzeja Bielskiego, Ryszarda Cieślaka, Zbigniewa Cynkutisa, Antoniego Jahołkowskiego, Maję Komorowską, Renę Mirecką, Zygmunta Molika czy Stanisława Scierskiego.
Oprócz kierującego teatrem Grotowskiego warto również wspomnieć jego stałych współpracowników, którzy również wnieśli istotny wkład w prace i rozwój Laboratorium – kierownika literackiego, Ludwika Flaszena oraz architekta przestrzeni, Jerzego Gurawskiego. W latach 1961–1964 jednym z najbliższych współpracowników Grotowskiego był Eugenio Barba, późniejszy twórca Odin Teatret, który pełnił rolę asystenta reżysera przy dwóch spektaklach.